# Aleska Diamond
Pour les articles homonymes, voir Diamond.
Aleska Diamond est une actrice de films pornographiques hongroise, née le 6 août 1988.

## Biographie
Aleska Diamond débute dans la pornographie en 2007 tout en continuant ses études. Au début, elle participe uniquement à des scènes solo ou lesbiennes. Elle tourne des scènes hétérosexuelles et anales à partir de 2008.
En 2008, elle interrompt quelques mois sa carrière, son petit ami de l'époque n'acceptant pas sa profession, mais revient à la pornographie en 2009.
En 2011, elle joue dans le film DXK, inspiré de l'affaire Dominique Strauss-Kahn.
Début 2012, puis de nouveau en 2013, elle reçoit l'AVN Award de la meilleure actrice étrangère.

## Distinctions
- 2012 : AVN Award Performeuse étrangère de l'année (Female Foreign Performer of the Year)[3]
- 2013 : AVN Award Performeuse étrangère de l'année (Female Foreign Performer of the Year)[4]

### Nominations
- 2011 : AVN Award
  - Actrice étrangère de l'année (Female Foreign Performer of the Year)
  - Best Sex Scene in a Foreign-Shot Production pour A Fucking Christmas Dinner (comme Alexa)

## Filmographie sélective
- 2008 : Lovers Touch
- 2009 : Private Lesbian 14: Lesbian First Timers
- 2010 : Lil' Gaping Lesbians 3
- 2010 : Anal Football Club
- 2010 : Mademoiselle de Paris
- 2010 : Tori Black: Nymphomaniac
- 2011 : Top Wet Girls 8
- 2011 : DXK
- 2011 : Budapest 3
- 2011 : Girls 2: A Lesbian Love Affair
- 2012 : Adventures In Anal
- 2012 : Girls on Girls on Girls
- 2013 : Breaking Asses 1
- 2013 : Diamonds Are a Girls Best Friend
- 2014 : Analytical Affairs
- 2014 : Girls 'n Dolls
- 2015 : Eve Angel's Strap-on Sluts
- 2015 : M.A.D. Masters Of Ass Destruction
- 2016 : Lesbian Secret Desires 3
- 2016 : Sexo En Publico 1
- 2018 : Anal Cuties 3 (compilation)
- 2018 : Fit For Sex (compilation)